# Стульневе (станція)
Сту́льневе — проміжна залізнична станція 5-го класу Запорізької дирекції Придніпровської залізниці на неелектрифікованій лінії Федорівка — Верхній Токмак II між станцією Низяни (12 км) та Великий Токмак (22 км). Розташована в селищі Стульневе Бердянського району Запорізької області.

## Пасажирське сполучення
До 18 березня 2020 року на станції Стульневе зупинялися лише приміські поїзди сполученням Мелітополь — Федорівка — Верхній Токмак. Поїзди далекого сполучення через станцію прямували без зупинок.